# Neta gigaspora
Neta gigaspora är en svampart som beskrevs av R.F. Castañeda & Heredia 2000. Neta gigaspora ingår i släktet Neta, divisionen sporsäcksvampar och riket svampar.   Inga underarter finns listade i Catalogue of Life.